# جلناز كاراتاش
جلناز كاراتاش (1971، سولهان - 25 أكتوبر 1992) ( الاسم الحركي - بيريتان) كانت مقاتلة من حزب العمال الكردستاني (PKK).
ولدت في عائلة من الأكراد العلويين في ديرسم، وذهبت إلى المدرسة الابتدائية والثانوية في خربوت. في عام 1989 بدأت الدراسة في قسم الاقتصاد في جامعة اسطنبول. يُذكر أنها لم تكن على علم بهويتها الكردية حتى عام 1990. في عام 1990 تعرفت على شبكات حزب العمال الكردستاني واعتقلتها تركيا، لكن أطلق سراحها بعد فترة وجيزة في عام 1991. في 9 مايو 1991 دخلت حزب العمال الكردستاني في جبال جودي، شرناق. في عام 1992 تم إرسالها كقائدة لمجموعة صغيرة إلى شمدينلي. في 25 أكتوبر 1992، قاتلت ضد قوات البيشمركة الموالية لبارزاني في كردستان العراق الذين تحالفوا مع الجيش التركي خلال الحرب الأهلية الكردية. يقال أنها حاربت حتى آخر رصاصة. دعاها قائد البيشمركة المعادية للاستسلام. لكنها ألقت بنفسها من على جرف كي لا يتم القبض عليها. أصبحت شخصية بارزة في تاريخ حزب العمال الكردستاني وسميت العديد من الأغاني وحديثي الولادة باسمها. خليل أويسال أنتجت فيلمًا عن حياتها عام 2006. عُثرت على رفاتها في عام 2005 ونُقلت إلى منطقة يسيطر عليها حزب العمال الكردستاني، حيث تم دفنها.